# Kalínovka Pérvaya
Kalinovka Pérvaya (del ruso: Калиновка Первая) es un jútor del raión de Krymsk del krai de Krasnodar, en Rusia. Está situado en la orilla derecha del Adagum, de la cuenca del Kubán, 21 km al noroeste de Krymsk y 92 km al oeste de Krasnodar. No contaba con población permanente en 2010
Pertenece al municipio Kíyevskoye.